# Love Is Blind (canción)
«Love Is Blind» (ラブ・イズ・ブラインド) es una canción interpretada por la cantautora estadounidense Janis Ian. Fue publicada el 21 de julio de 1976 como sencillo en Japón.

## Créditos y personal
Créditos adaptados desde las notas de álbum de Aftertones.
Músicos
- Janis Ian – voces, piano
- Jeff Layton – guitarras
- Stu Woods – bajo eléctrico
- Barry Lazarowitz – batería, percusión

Personal técnico
- Brooks Arthur – productor, ingeniero de audio
- Doug Rider – ingeniero asistente
- David Thoener – ingeniero asistente
- Herb Gart – productor ejecutivo

## Posicionamiento

### Gráfica semanal
| Gráfica (1976)               | Pico de posición |
| ---------------------------- | ---------------- |
| Japón (Oricon Singles Chart) | 2                |

### Gráfica de fin de año
| Gráfica (1976)               | Pico de posición |
| ---------------------------- | ---------------- |
| Japón (Oricon Singles Chart) | 25               |